# フアン・ゴンサーレス・デ・メンドーサ

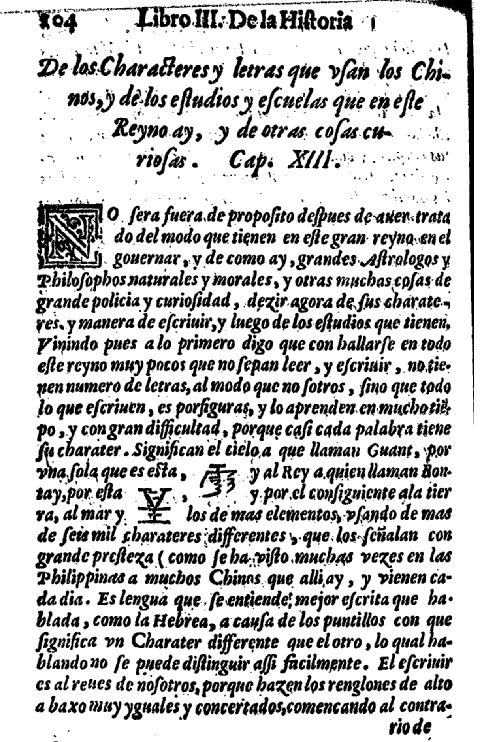
『シナ大王国誌』より漢字の説明（実際にはエスカランテの本のまる写し）

フアン・ゴンサーレス・デ・メンドーサ（Juan González de Mendoza、1545年 - 1618年2月14日）はスペインのアウグスチノ会修道士、司教。16世紀ヨーロッパで書かれた中国に関する代表的な専門書である『シナ大王国誌』の著者として知られる。

## 略歴
ゴンサーレス・デ・メンドーサはスペイン北部のトレシージャ・エン・カメーロスに生まれた。はじめは軍人だったが、後にアウグスチノ会にはいった。
1583年に教皇グレゴリウス13世の命を受けて中国に関する資料を収集し、その結果を『シナ大王国誌』として1585年にローマで出版した。
1593年から1599年までリーパリ島の司教だった。1607年にメキシコのチアパス司教、翌1608年にヌエバ・グラナダ王国（現コロンビア）のポパヤン司教に任命され、没するまでその職にあった。

## シナ大王国誌
『シナ大王国誌』は16世紀を代表する中国研究書であり、1585年に初版がローマで出版され、翌1586年にリスボンで改訂版が出版されている。16世紀のうちに12版を数え、イタリア語、ドイツ語、英語、フランス語、ラテン語、オランダ語に翻訳されている。
- Historia de las cosas más notables, ritos y costumbres del gran reyno de la China. Roma: Grassi. (1585)

『シナ大王国誌』は2部にわかれる。前半は概論で、中国の自然・宗教・政治などについて述べる。後半は明に短期間滞在した3人の宣教師（マルティン・デ・ラーダ、ペドロ・デ・アルファロ、マルティン・イグナシオ・デ・ロヨラ）の旅行記である。
ゴンサーレス・デ・メンドーサは中国に実際に行ったことはなかった。『シナ大王国誌』の主な資料源はジョアン・デ・バロス『アジア史』第3編とベルナルディーノ・デ・エスカランテの著作で、第1部の構成はエスカランテによる。バロスやエスカランテも他の人物による記録をもとに著作したので、メンドーサは孫引きしたことになる。
17世紀になって実際に中国に派遣された宣教師の著作（リッチ・トリゴー『中国キリスト教布教史』など）が出版されると、『シナ大王国誌』は時代おくれになった。しかし、長く続いた西洋人の中国に対する理想化された見方は『シナ大王国誌』によって作られたところが大きい。
日本語訳：ゴンサーレス・デ・メンドーサ 著、長南実; 矢沢利彦 訳『シナ大王国誌』岩波書店〈大航海時代叢書〉、1965年。
中国語訳：門多薩 著、何高済 訳『中華大帝国史』中華書局、1998年。